# Haiku Stairs

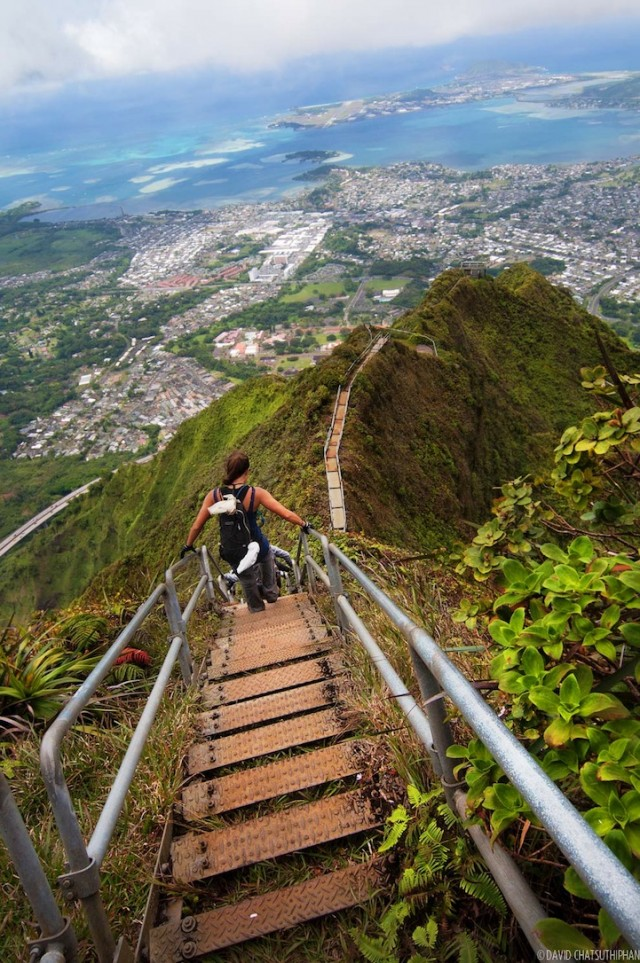
Haiku Stairs, leden 2014

Haiku Stairs (Haʻikū Stairs, Stairway to Heaven nebo Haʻikū Ladder) je označení horské cesty na ostrově Oahu na Havaji. Skládá se z 3922 schodů vedoucích podél periferie města Kaneohe na nejbližší kopec.
S japonským poetickým útvarem haiku nemá název nic společného, vztahuje se k místnímu pojmenování květiny Grevillea banksii.[zdroj⁠?!]

## Vznik
V roce 1942 zde americké námořnictvo US Navy zahájilo stavbu přísně tajného vysílače, který měl sloužit pro přenos rádiových signálů vojenských lodí operujících v Pacifiku. Využilo se přirozené výšky terénu (nejvyšší vrchol má 1200 metrů) a tvaru údolí fungujícího jako parabola. K tomu bylo třeba vytvořit přístup k horní části hřebenu. Byl zde proto vybudován dřevěný žebřík, který byl později nahrazen dřevěným schodištěm. V polovině padesátých let byla většina schodů nahrazena schody kovovými.
V roce 1950 byla stanice vyřazena z provozu a místo toho začala pobřežní stráž Spojených států vysílač využívat pro svůj systém Omega, první světový radiový navigační systém fungující na dlouhých vlnách. Byl v provozu do roku 1997.

## Dostupnost
Stanice i stezka byly v roce 1987 pro veřejnost uzavřeny. V roce 2003 byly schody nákladně opraveny, stezka však kvůli nedořešeným pozemkovým a majetkovým vztahům zůstává nadále pod hrozbou pokuty oficiálně nepřístupná. Přesto se každý den na stezku snaží dostat turisté, v roce 2014 řešila policie přes 140 pokusů o překonání zábran.
V roce 2021 odhlasovala městská rada v Honolulu odstranění schodů.
Rozebrání zabere nejméně půl roku a vyjde na 2,5 milionu dolarů